# Gabrielle Beyer

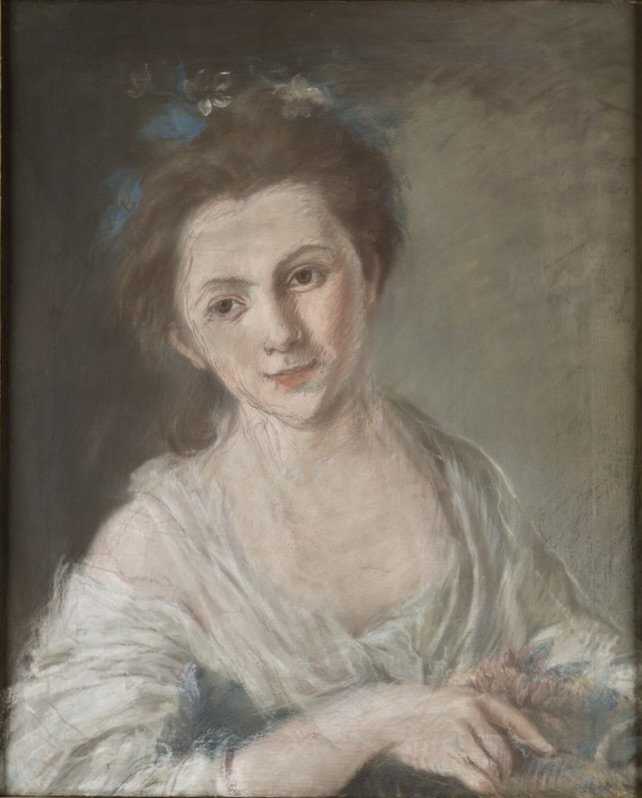
Mädchen mit Blumen, porträtiert von Gabrielle Beyer, geb. Bertrand, Pastell auf Papier auf Leinwand, um 1771.

Gabrielle Beyer, auch Gabriele Beyer, geboren als Gabrielle Bertrand (* 1737 in Lunéville; † 11. April 1802 in Wien), war eine österreichische Malerin.

## Leben und künstlerischer Werdegang

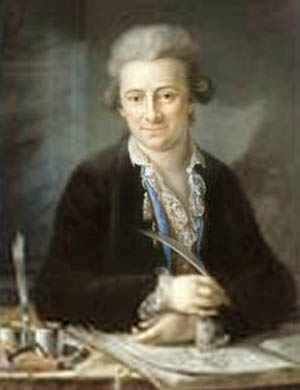
Johann Christian Wilhelm Beyer porträtiert etwa 1775 durch Gabrielle Beyer

Gabrielle Bertrand, deren Geburtsjahr in zeitgenössischen Lexika mit 1730 angegeben wird, kam 1738 nach Wien, wo ihr Vater François (Franz) Bertrand Schlosshauptmann von Schönbrunn wurde. Der Ortswechsel der Bertrands von Lunéville nach Schönbrunn stand vermutlich mit der Heirat des Herzogs Franz Stephans von Lothringen mit Maria Theresia von Österreich im Jahre 1736 in Zusammenhang.
Gabrielle Bertrand wurde Kammerdienerin der Töchter Maria Theresias und zwar von Marie Karolina (1752–1814) und Marie Antoinette (1755–1793). Aufgrund ihres zeichnerischen Talents unterrichtete sie die beiden Erzherzoginnen in Mal- und Zeichenunterricht.
Ihr künstlerisches Augenmerk lag auf Pastell- und Miniaturtechniken. Es ist denkbar, dass Jean-Étienne Liotard, dessen Werke am Wiener Hof geschätzt wurden, ihr Vorbild war. Im Jahre 1771 wurde sie als vollwertiges Mitglied in die Akademie der bildenden Künste Wien aufgenommen. Im gleichen Jahr hatte sie den Bildhauer, Maler und Gartenarchitekten Johann Christian Wilhelm Beyer (1725–1796) geheiratet, dem u. a. ein großer Anteil an der figurativen Ausstattung des Schönbrunner Schlossparks zugeschrieben wird. Gabrielle Beyer beteiligte sich nachweislich an Kunstausstellungen der Wiener Akademie in den Jahren 1774, 1777 und 1786.
Für das Jahr 1785 ist ihre Scheidung von J. C. Wilhelm Beyer vermerkt.
Sie starb mit 65 Jahren am 11. April 1802 im Haus Himmelpfortgasse 21 in Wien.